# Чисточина (Аляска)
Чисточина (англ. Chistochina) — переписна місцевість (CDP) в США, в окрузі Вальдес-Кордова штату Аляска. Населення — 60 осіб (2020).

## Географія
Чисточина розташована за координатами 62°35′47″ пн. ш. 144°56′28″ зх. д. / 62.59639° пн. ш. 144.94111° зх. д. (62.596444, -144.941045).  За даними Бюро перепису населення США в 2010 році переписна місцевість мала площу 955,18 км², з яких 954,24 км² — суходіл та 0,94 км² — водойми.

## Демографія
Згідно з переписом 2010 року, у переписній місцевості мешкали 93 особи в 36 домогосподарствах у складі 26 родин. Густота населення становила 0 осіб/км².  Було 68 помешкань (0/км²).
Расовий склад населення:
| - 53,8 % — корінних американців - 36,6 % — білих |

До двох чи більше рас належало 9,7 %. Частка іспаномовних становила 0,0 % від усіх жителів.
За віковим діапазоном населення розподілялося таким чином: 21,5 % — особи молодші 18 років, 61,3 % — особи у віці 18—64 років, 17,2 % — особи у віці 65 років та старші. Медіана віку мешканця становила 43,5 року. На 100 осіб жіночої статі у переписній місцевості припадало 106,7 чоловіків;  на 100 жінок у віці від 18 років та старших — 108,6 чоловіків також старших 18 років.
За межею бідності перебувало 20,3 % осіб, у тому числі 0,0 % дітей у віці до 18 років та 0,0 % осіб у віці 65 років та старших.
Цивільне працевлаштоване населення становило 22 особи. Основні галузі зайнятості: публічна адміністрація — 50,0 %, освіта, охорона здоров'я та соціальна допомога — 27,3 %, будівництво — 22,7 %.